# 云南过路黄
云南过路黄（学名：Lysimachia albescens）为报春花科珍珠菜属的植物，为中国的特有植物。分布于中国大陆的云南等地，生长于海拔2,000米的地区，一般生长在山坡草地中，目前尚未由人工引种栽培。